# Marco Pasolini
Marco Pasolini (6 de abril de 2003) es un futbolista sanmarinense que juega en la demarcación de defensa para el US Pietracuta de la Eccellenza Emilia-Romagna.

## Selección nacional
Tras jugar en las categorías inferiores de la selección, finalmente hizo su debut con la selección absoluta de San Marino el 20 de marzo de 2024 contra San Cristóbal y Nieves en un partido amistoso que finalizó con un resultado de 1-3 a favor del combinado sancristobaleño tras el gol de Filippo Berardi para San Marino, y de Tyquan Terrell, Andre Burley y Harry Panayiotou para San Cristóbal y Nieves.

## Clubes
| Club          | País   | Año       | Partidos | Goles |
| ------------- | ------ | --------- | -------- | ----- |
| AC Sammaurese | Italia | 2022-2023 | 0        | 0     |
| US Pietracuta | Italia | 2023-     |          |       |